# 오사역
오사역(일본어: 長駅)은 일본 효고현 가사이시에 위치한 호조 철도 호조 선의 철도역이다.

## 역사
- 1915년 3월 3일: 반슈 철도 아오 ~ 기타호조 역 구간 개통과 동시에 영업 개시, 여객 및 화물의 취급을 개시.
- 1962년 3월 1일: 화물 취급 폐지.
- 1985년 4월 1일: 호조 철도의 역이 됨.

## 역 구조
단선 승강장 1면 1선의 지상역이고, 상대식 승강장의 흔적이 남아 있다. 서쪽에 목조의 역사를 가지고 있지만, 무인역이다. 역사는 1915년 개통 당시에 건설된 것이다. 본 역사와 승강장에 대한 문화 심의회는 2013년 11월에 등록 유형 문화재로 답신을 문부과학대신에 답신하였다.

## 역 주변
논밭이 다수 존재하고 있다.
- 시모사토 강

## 인접역
| 호조 철도 호조 선        | 호조 철도 호조 선 | 호조 철도 호조 선          |
| ------------------------ | ----------------- | -------------------------- |
| 하리마시모사토 아오 방면 |                   | 하리마요코타 호조마치 방면 |